# Жикава
Жикава (словац. Žikava) — село в окрузі Комарно Нітранського краю Словаччини. Площа села 11,29 км². Станом на 31 грудня 2015 року в селі проживав 521 житель.

## Історія
Перші згадки про село датуються 1075 роком.

## Географія
Протікає потік Ярки.

## Населення
| Рік:            | 1994. | 2004.   | 2014.   | 2024.   |
| --------------- | ----- | ------- | ------- | ------- |
| Кількість осіб: | 592   | 545     | 518     | 534     |
| Різниця:        |       | -7,93 % | -4,95 % | +3,08 % |

| Рік:            | 2023. | 2024. |
| --------------- | ----- | ----- |
| Кількість осіб: | 534   | 534   |
| Різниця:        |       | +0 %  |